# San Narciso, Quezon
San Narciso là một đô thị cấp ba ở tỉnh Quezon, Philippines. Theo điều tra dân số năm 2007, đô thị này có dân số 39.828 người .

## Các đơn vị hành chính
San Narciso, về mặt hành chính, được chia thành 24 khu phố (barangay).
| - Abuyon - Andres Bonifacio - Bani - Binay - Buenavista - Busokbusokan - Calwit - Guinhalinan - Lacdayan - Maguiting - Manlampong - Pagkakaisa (Pob.) | - Maligaya (Pob.) - Bayanihan (Pob.) - Pagdadamayan (Pob.) - Punta - Rizal - San Isidro - San Juan - San Vicente - Vigo Central - Villa Aurin (Pinagsama) - Villa Reyes - White Cliff |